# SMS V 187
V 187 – niemiecki niszczyciel z okresu I wojny światowej. Ósma jednostka typu V 180. Zatopiony ogniem dział brytyjskich krążowników 28 sierpnia 1914 podczas bitwy koło Helgolandu.